# Pedro Monzón
Pedro Damián Monzón (Goya, 23 febbraio 1962) è un allenatore di calcio ed ex calciatore argentino.

## Caratteristiche tecniche
Difensore centrale forte fisicamente, è stato il primo calciatore ad essere espulso durante una finale di un campionato mondiale di calcio, durante Italia 1990.

## Carriera

### Giocatore

#### Club
Inizia nel Club Atlético Unión di Santa Fe, dove debutta nel 1980. Nel 1981 passa all'Independiente, squadra nella quale rimane per 10 anni contribuendo alla vittoria di due campionati nazionali. Ha vinto anche la Coppa Intercontinentale 1984, mentre nella Libertadores di quello stesso anno, vinta dal club di Avellaneda, non ha mai la possibilità di scendere in campo. Nel 1992 si trasferisce agli ecuadoriani del Barcelona Sporting Club di Guayaquil, giocando solo 10 partite prima di tornare in Argentina.
Tornato in patria, all'Huracán, vi gioca 23 partite prima di passare al Quilmes, giocandovi fino al 1994. Nel 1995 viene acquistato dall'Alianza Lima, squadra della capitale peruviana, dove gioca però per un breve periodo prima di passare al Club Atlético Tucumán, e chiudere la carriera nei cileni del Santiago Wanderers.

#### Nazionale
Con la nazionale di calcio argentina ha giocato per 15 volte, segnando una rete, e partecipando alla Copa América 1989 e ai mondiali di Italia 1990, manifestazione in cui venne espulso durante la finale, primo giocatore ad essere espulso in una finale di un Mondiale della storia.

### Allenatore
Dopo il ritiro, Monzón ha allenato diverse squadre, tra cui il Centro Deportivo Olmedo in Ecuador, alla guida del quale si è reso protagonista di un'aggressione a danni di un arbitro che gli è costata la squalifica per due mesi. Ha allenato anche sia il settore giovanile che la prima squadra del CD Veracruz in Messico. Dal 2008 al 2009 allena il Chacarita Juniors.

## Palmarès

### Giocatore

#### Club

##### Competizioni nazionali
- Campionato argentino: 2

Independiente: Metropolitano 1983, 1988-1989

##### Competizioni internazionali
- Coppa Libertadores: 1

Independiente: 1984
- Coppa Intercontinentale: 1

Independiente: 1984